# Juszkowa (obwód swierdłowski)
Juszkowa (ros. Юшкова) – wieś (dieriewnia) w Rosji, w obwodzie swierdłowskim, w rejonie tugułymskim. W 2021 liczyła 118 mieszkańców.